# 九龍杯

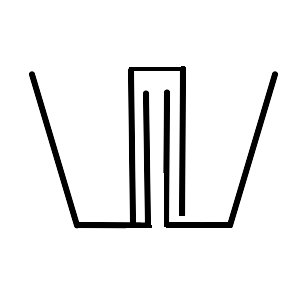
九龍杯的構造

九龍杯原理示意圖：在B圖時可以飲用，與常杯無異；C圖時則斟得太滿，導致杯中液體流出，僅存D圖液量。

九龍杯亦名公道杯或戒貪杯，在欧洲稱為畢達哥拉斯杯，据称由畢達哥拉斯發明，中國傳說由明朝工匠所製作。用九龍杯飲酒之時，只要不斟滿，則與常杯無異。若斟得太滿，則酒會從底孔完全流光。
九龍杯利用虹吸原理運作。杯內豎立一個龍頭，龍頸底有小孔，杯外面亦有一孔；龍頸內有複管，其外管上方與內管相通，外管對杯內開小孔，該小孔即為龍頸底之孔，內管則下連杯外之孔。如果加水不超過內外管相通之上口，則此杯與常杯相同；若水面超過了上口，則水就會注滿內外管壁之間，水即會循內管完全流出。

## 同類物品
- 古希臘畢達哥拉斯杯，同九龍杯原理相同，且外觀亦相差無幾。
- 索氏提取器